# Condado de Blaine (Idaho)
El condado de Blaine (en inglés: Blaine County) fundado en 1895 es un condado en el estado estadounidense de Idaho. En el 2000 el condado tenía una población de 18 991 habitantes en una densidad poblacional de 2.8 personas por km². La sede del condado es Hailey.

## Geografía
Según la Oficina del Censo, el condado tiene un área total de 6892 km² (2661,0 mi²), de la cual 6850 km² (2644,8 mi²) es tierra y 42 km² (16,2 mi²) (0.6%) es agua.

### Condados adyacentes
- Condado de Butte - noreste
- Condado de Bingham - este
- Condado de Power - sureste
- Condado de Cassia - sur
- Condado de Minidoka - suroeste
- Condado de Lincoln - sur
- Condado de Camas - oeste
- Condado de Elmore - noroeste
- Condado de Custer - noroeste

### Carreteras
- - US 20
- - US 26
- - US 93
- - SH-75 Sawtooth Scenic Byway

## Demografía
En el 2000 la renta per cápita promedia del condado era de $$50 496, y el ingreso promedio para una familia era de $60 037. En 2000 los hombres tenían un ingreso per cápita de $35 949 versus $27 487 para las mujeres. El ingreso per cápita para el condado era de $31 346. Alrededor del 7.80% de la población estaba bajo el umbral de pobreza nacional.

## Comunidades

### Ciudades
- Bellevue
- Carey
- Hailey
- Ketchum
- Sun Valley

### Comunidades no incorporadas
- Boulder City - despoblado
- Galena
- Gimlet
- Picabo
- Triumph
- Sawtooth City
- Vienna - despoblado